# Оберн (Каліфорнія)
Оберн (англ. Auburn) — місто (англ. city) в США, в окрузі Пласер штату Каліфорнія. Населення — 13 776 осіб (2020).

## Географія
Оберн розташований за координатами 38°53′42″ пн. ш. 121°4′36″ зх. д. / 38.89500° пн. ш. 121.07667° зх. д. (38.895056, -121.076718).  За даними Бюро перепису населення США в 2010 році місто мало площу 18,56 км², з яких 18,49 км² — суходіл та 0,07 км² — водойми.

### Клімат
| Клімат : Оберн                                                           | Клімат : Оберн | Клімат : Оберн | Клімат : Оберн | Клімат : Оберн | Клімат : Оберн | Клімат : Оберн | Клімат : Оберн | Клімат : Оберн | Клімат : Оберн | Клімат : Оберн | Клімат : Оберн | Клімат : Оберн | Клімат : Оберн |
| Показник                                                                 | Січ.           | Лют.           | Бер.           | Квіт.          | Трав.          | Черв.          | Лип.           | Серп.          | Вер.           | Жовт.          | Лист.          | Груд.          | Рік            |
| Абсолютний максимум, °C                                                  | 23,9           | 25,6           | 30,0           | 36,7           | 41,7           | 43,3           | 46,1           | 43,3           | 43,9           | 38,9           | 30,6           | 24,4           | 46,1           |
| Середній максимум, °C                                                    | 11,7           | 15,6           | 17,8           | 21,7           | 26,7           | 31,1           | 34,4           | 33,3           | 30,6           | 25,0           | 17,2           | 12,2           | 23,1           |
| Середня температура, °C                                                  | 7,8            | 10,6           | 12,2           | 15,6           | 18,9           | 22,8           | 25,6           | 24,4           | 22,8           | 18,3           | 12,2           | 8,3            | 16,6           |
| Середній мінімум, °C                                                     | 3,9            | 5,6            | 6,7            | 8,9            | 11,7           | 14,4           | 16,1           | 16,1           | 14,4           | 11,1           | 6,7            | 3,9            | 10,0           |
| Абсолютний мінімум, °C                                                   | −6,1           | −5             | −2,8           | 0,6            | 2,2            | 6,1            | 8,9            | 7,8            | 5,0            | −0,6           | −2,8           | −8,9           | −8,9           |
| Норма опадів, мм                                                         | 162            | 160            | 148            | 73             | 40             | 9              | 4              | 2              | 15             | 53             | 112            | 171            | 949            |
| ------------------------------------------------------------------------ | -------------- | -------------- | -------------- | -------------- | -------------- | -------------- | -------------- | -------------- | -------------- | -------------- | -------------- | -------------- | -------------- |
| Джерело: http://www.myforecast.com/bin/climate.m?city=11508&metric=false |                |                |                |                |                |                |                |                |                |                |                |                |                |

## Демографія
Згідно з переписом 2010 року, у місті мешкало 13 330 осіб у 5759 домогосподарствах у складі 3474 родин. Густота населення становила 718 осіб/км².  Було 6139 помешкань (331/км²).
Расовий склад населення:
| - 89,0 % — білих - 1,8 % — азіатів - 1,0 % — корінних американців - 0,8 % — чорних або афроамериканців - 0,1 % — вихідців з тихоокеанських островів - 3,0 % — осіб інших рас |

До двох чи більше рас належало 4,4 %. Частка іспаномовних становила 10,0 % від усіх жителів.
За віковим діапазоном населення розподілялося таким чином: 19,8 % — особи молодші 18 років, 61,2 % — особи у віці 18—64 років, 19,0 % — особи у віці 65 років та старші. Медіана віку мешканця становила 45,4 року. На 100 осіб жіночої статі у місті припадало 89,5 чоловіків;  на 100 жінок у віці від 18 років та старших — 86,1 чоловіків також старших 18 років.
Середній дохід на одне домашнє господарство  становив 78 490 доларів США (медіана — 53 984), а середній дохід на одну сім'ю — 100 223 долари (медіана — 73 826). Медіана доходів становила 53 698 доларів для чоловіків та 37 955 доларів для жінок. За межею бідності перебувало 12,8 % осіб, у тому числі 11,5 % дітей у віці до 18 років та 10,4 % осіб у віці 65 років та старших.
Цивільне працевлаштоване населення становило 5960 осіб. Основні галузі зайнятості: освіта, охорона здоров'я та соціальна допомога — 25,1 %, науковці, спеціалісти, менеджери — 12,7 %, роздрібна торгівля — 11,9 %.